# Clement Freud
Clement Raphael Freud, född 24 april 1924 i Berlin, död 15 april 2009 i London, var en brittisk radio- och TV-personlighet, författare, politiker och kock. Från 1967 och fram till sin död år 2009 medverkade han i det populära radioprammet Just a Minute. 1973–1983 var han parlamentsledamot för Liberal Party. Freud var sonson till psykoanalysens grundare Sigmund Freud och bror till konstnären Lucian Freud.
När Freud gifte sig ingick han i den Anglikanska kyrkan.
2016 avslöjade flera vuxna kvinnor i Storbritannien att de som barn hade blivit utsatta för sexuellt utnyttjande och våldtagna av Clement Freud; allt presenterades i en ITV-dokumentär som sändes med titeln "Exposure: Abused and Betrayed – A Life Sentence". Anklagelserna gick tillbaka ända till 1940-talet - och fram till 1970-talet. Det yngsta offret var en 10 år gammal flicka.
Clement Freud är med på omslaget till Paul McCartneys och Wings LP ''Band on the Run'' 1973.